# 格勒迪納鄉
44°33′0″N 28°26′0″E / 44.55000°N 28.43333°E
格勒迪納鄉（羅馬尼亞語：Comuna Grădina, Constanța），是羅馬尼亞的鄉份，位於該國西南部，由康斯坦察縣負責管轄，面積71平方公里，海拔高度80米，2007年人口1,173，人口密度每平方公里16人。